# Vía Trajana Nova

La Via Maris (púrpura), el Camino de los Reyes (rojo) y otras antiguas rutas comerciales de Levante, h. 1300 a. C.

La Via Traiana Nova (anteriormente conocida como el Camino de los Reyes) es una vía romana construida bajo Trajano en la provincia de Arabia entre 107 y 114, para unir la ciudad de Bostra, capital de la provincia, con el puerto de Aila en el mar Rojo (hoy Áqaba). Fue conocida específicamente como la Vía Trajana Nova (Via Traiana Nova) para distinguirla de la Vía Trajana en Italia.

## Historia
En 106 el emperador Trajano decidió la anexión del reino de los nabateos de, y creó una nueva provincia llamada Arabia Petrea.
Desde 107, bajo la dirección del legado Cayo Claudio Severo, los hombres de la III Legión Cirenaica instalados en Petra, la antigua capital nabatea, comenzaron a construir esta vía entre Petra y Philadelphia (Amán) terminando en 111. En 112 fue terminado el tramo sur, entre Petra y Áqaba. En 114 fue terminado el tramo norte, entre Amán y Bostra, la capital de la nueva provincia. La construcción de esta obra, a la vez civil y militar, completaba el limes Arabicus o frontera árabe del imperio romano.

## Itinerario

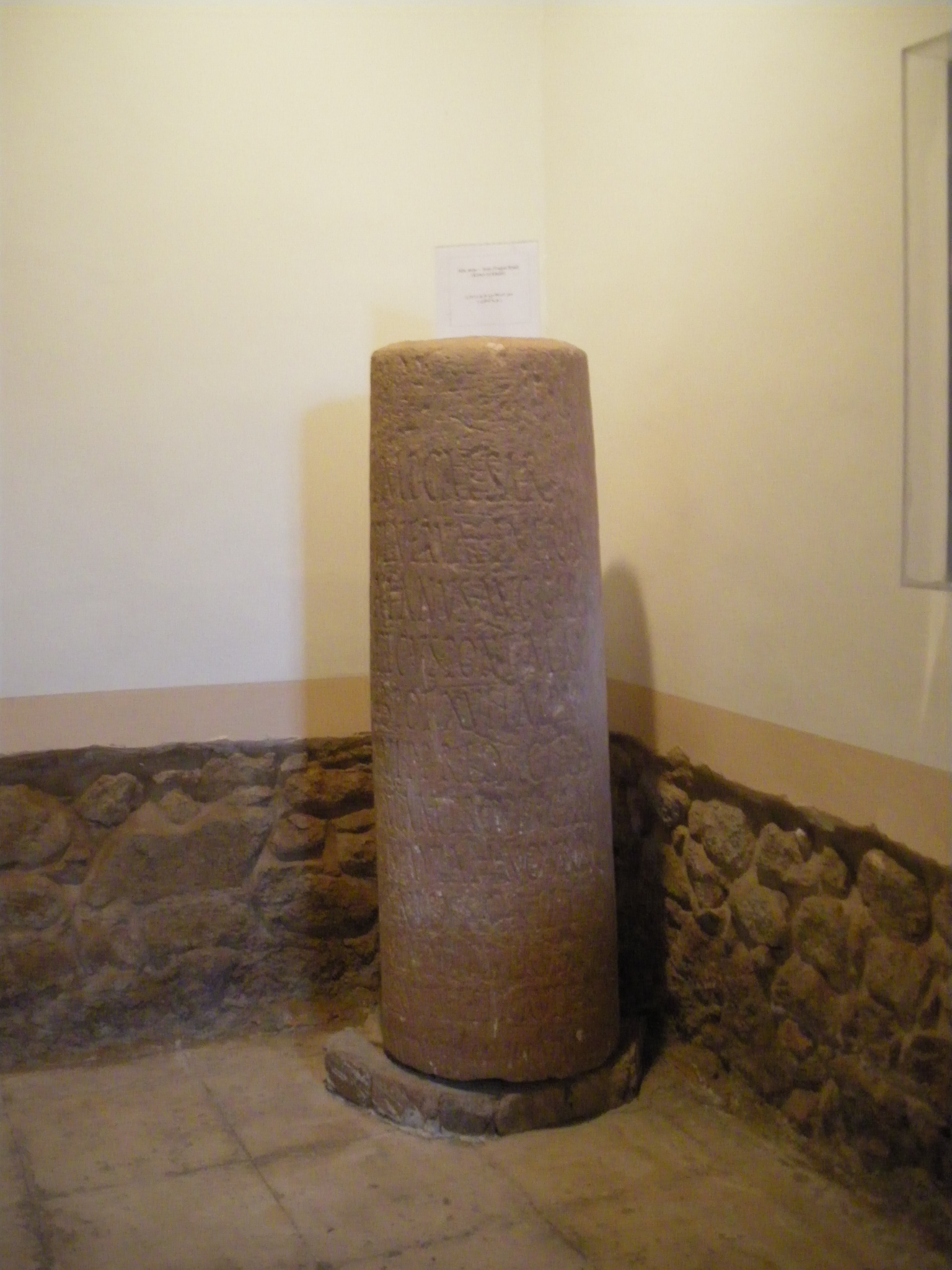
Miliario de la Via Nova Traiana, actualmente en el Museo Arqueológico de Áqaba

El itinerario de la Via Nova figura en la Tabla de Peutinger.
La ruta se dirigía de Bosra (sur de Siria) hacia el suroeste en dirección a Mafraq  y Jerash (Jordania), pasando por Ba'ij, un fuerte romano del siglo V; luego seguía más o menos el trazado del ferrocarril del Hiyaz y alcanzaba Gadda, antiguo campamento romano actualmente cubierto por la ciudad de  Zarqa; de ahí a  Philadelfia (Amán). Seguía hacia el sur pasando el cañón del Wadi Mujib (el Arnon de la antigüedad) y luego hasta Rabba (Rabbathmôba o Areopolis). De ahí una rama permitía alcanzar al este Betthorus (Lejjun) donde se construyó bajo Diocleciano el campamento  de la Legión IV Martia.
Hacia el sur la ruta pasaba al este de Charachmôba (Kerak) y alcanzaba el cañón del wadi Hesa cerca de Dhat Ras, unas ruinas nabateas, pasando a la meseta de Edom por un tramo bien conservado. Seguía por Negla (Nejl) y alcanzaba Petra. De ahí se dirigía a  Zadagatta (Sadiqa) donde había un campo fortificado y luego al campamento militar romano de Hauarra (Humayma) y alcanzaba al fin Ayla (la moderna Áqaba).

## Características
La Via Nova Traiana es una carretera empedrada de una anchura media de 6 metros dividida en dos vías de circulación. Cada milla romana (1,4815 km) había miliarios; se construyeron también torres cuadradas seguramente para la transmisión de señales luminosas y postas, llamadas "mansio". 
Durante los siglos siguientes fue restaurada en varias ocasiones.